# María Boisset
María Boisset Aguilar (La Unión, 10 de marzo de 1937) es una exbaloncestista Chilena.

## Carrera
Con la selección Chilena disputó los juegos Panamericanos de Chicago 1959,

Sao Paulo 1963, y cuatro campeonatos sudamericanos (1958,1960,1962,1965), siendo campeona en la edición de 1960 disputada en Santiago.
Su ciudad natal de La Unión nombró una calle en su honor, en la población Irene Daiber.
En la página del Archivo de La Unión se encuentran digitalizados archivos como fotos y periódicos documentando momentos de su carrera